# Palo Negro
Palo Negro är en ort i Argentina.   Den ligger i provinsen Santiago del Estero, i den centrala delen av landet, 700 km nordväst om huvudstaden Buenos Aires. Palo Negro ligger 88 meter över havet och antalet invånare är 241.
Terrängen runt Palo Negro är mycket platt. Trakten runt Palo Negro är nära nog obefolkad, med mindre än två invånare per kvadratkilometer.. Närmaste större samhälle är Selva, 13,3 km sydost om Palo Negro.
Trakten runt Palo Negro består till största delen av jordbruksmark.